# Balombo
Balombo ist eine Kleinstadt in Angola.

## Verwaltung
Balombo ist Sitz eines gleichnamigen Kreises (Município) in der Provinz Benguela. Der Kreis umfasst eine Fläche von 2635 km² und hat etwa 30.000 Einwohner (Schätzung 2011). Die Volkszählung 2014 soll fortan für gesicherte Bevölkerungsdaten sorgen.
Im Norden grenzt Balombo an den Kreis Cassongue, im Osten an Londuimbali, im Süden an die Kreise Ukuma, Tchinjenje und Ganda, und im Westen an Bocoio.
Im Kreis Balombo liegen zwei Gemeinden (Comunas):
- Balombo
- Maka Mombolo

Bis zur Gebietsreform 2024 gehörten zwei weitere Gemeinden zum Kreis Balombo:
- Chindumbo
- Chingongo

## Söhne und Töchter der Stadt
- Filipe Correia de Sá (* 1953), Journalist und Schriftsteller